# قطب و خط قطبی

خط قطبی q به نقطهٔ Q نسبت به دایره‌ای با شعال r و مرکز O. نقطهٔ P نقطهٔ معکوس Q است؛ خط قطبی از P می‌گذرد و بر خطی که از O, P و Q می‌گذرد عمود است.

در هندسه، قطب و خط قطبی (انگلیسی: Pole and polar) به‌ترتیب نقطه و خطی هستند که رابطهٔ بازگشتی یکتایی نسبت به یک مقطع مخروطی معین دارند.

## ویژگی‌ها
قطب و خط قطبی ویژگی‌های مفیدی دارند که برخی از آن‌ها عبارتند از:
- اگر نقطهٔ P روی خط l باشد، قطب L متعلق به خط l روی خط قطبی p مرتبط با نقطهٔ P است.
- اگر نقطهٔ P در راستای خط l حرکت کند، خط قطبی‌اش (p) به دور قطب L خط l خواهد چرخید.
- اگر بتوان دو خط مماس از قطب به یک مقطع مخروطی رسم کرد، خط قطبی آن قطب هر دو را قطع می‌کند.
- اگر نقطه‌ای روی یک مقطع مخروطی باشد، خط قطبی آن مماسی است که از این نقطه به مقطع مخروطی می‌رود.
- اگر نقطه P روی خط قطبی خودش باشد، آنگاهP روی مقطع مخروطی است.
- هر خطی نسبت به یک مقطع مخروطی یک و فقط یک قطب دارد.

## مقاطع مخروطی

خط p خط قطبی نقطه P است، همچنین l برای L و m برای M

کارل گئورگ کریستیان فان اشتات (۱۷۹۸  -  ۱۸۶۷) نشان داد که رابطه‌ای که یک مقطع مخروطی بین قطب و خط قطبی ایجاد می‌کند از خود منحنی بنیادی‌تر است و می‌تواند برای تعریف این منحنی‌ها به شکلی متقارن و برگشتی (به عنوان مکان هندسی نقاطی که روی خط قطبی خودشانند، یا منحنی محاطی خطوطی که از قطب خودشان می‌گذرند) به‌کار رود.
اگر معادلهٔ بیضی را از معادلهٔ عام منحنی‌های درجهٔ دوم نوشته شود {\displaystyle (A_{xx}x^{2}+2A_{xy}xy+A_{yy}y^{2}+2B_{x}x+2B_{y}y+C=0)}، معادلهٔ خط قطبی نقطهٔ {\displaystyle (\xi ,\eta )} عبارت خواهد بود از:
{\displaystyle Dx+Ey+F=0}
که در آن {\displaystyle D} و {\displaystyle E} و {\displaystyle F} ثابت‌هایی‌اند که به شکل زیر تعریف می‌شوند:
{\displaystyle {\begin{aligned}D&=A_{xx}\xi +A_{xy}\eta +B_{x}\\E&=A_{xy}\xi +A_{yy}\eta +B_{y}\\F&=B_{x}\xi +B_{y}\eta +C\,\end{aligned}}}
با داشتن معادلهٔ خط قطبی {\displaystyle (Dx+Ey+F=0)} نیز می‌توان قطب آن را با قرار دادن مقادیر {\displaystyle x} و {\displaystyle y} و {\displaystyle z} از محاسبهٔ زیر در {\displaystyle \left({\frac {x}{z}},{\frac {y}{z}}\right)} بدست آورد:
{\displaystyle {\displaystyle {\begin{bmatrix}x\\y\\z\end{bmatrix}}={\begin{bmatrix}A_{xx}&A_{xy}&B_{x}\\A_{xy}&A_{yy}&B_{y}\\B_{x}&B_{y}&C\end{bmatrix}}^{-1}\cdot {\begin{bmatrix}D\\E\\F\end{bmatrix}}}}